# Radu Mazăre
Radu Ștefan Mazăre (né le 5 juillet 1968 à Bucarest) est un homme politique roumain. Il fut notamment le maire socialiste de Constanța de 2000 à 2015.

## Carrière politique
Radu Mazăre fait ses débuts en politique en novembre 1996 avec son élection au poste de député du parti démocrate. Au bout d'un an, il démissionne du parti, justifiant sa décision par l'existence « d'un décalage entre les promesses électorales et les réalités du gouvernement ». En juin 2000, après avoir été candidat indépendant, il est élu maire de Constanţa. Après trois ans, Mazăre rejoint le parti social-démocrate et est réélu en 2004, 2008 et 2012.
En février 2010, il a annoncé qu'il se présenterait à la présidence du PSD, mais il change d'avis et décide de soutenir Victor Ponta.
En mai 2015, Radu Mazăre démissionne de la mairie de Constanţa dans le cadre de ses poursuites pénales dans une affaire de corruption. Auparavant, il avait été arrêté à titre préventif et suspendu de ses fonctions sur ordre du préfet.

## Controverses

### Condamnations pénales
En mai 2015, mis en cause dans des affaires de corruption, il est arrêté et démissionne de son poste de maire. Il fut par la suite libéré et mis sous contrôle judiciaire. 
En juillet 2017, après neuf ans de procès, Mazăre a été reconnu coupable et condamné à une peine de trois ans avec sursis pour vente illégale.
Fin 2017, il s'enfuit à Madagascar où il réclame l'asile politique, après avoir été libéré sous caution et mis sous contrôle judiciaire.
Le 8 février 2019, il est de condamné, en appel, à une peine de neuf ans d'emprisonnement pour abus de pouvoir dans une affaire liée à la vente d'un terrain de 15 000 m² dans la station balnéaire de Mamaia. En mai 2019, il est extradé en Roumanie en vertu d'un mandat d'arrêt international visant à purger une peine de neuf ans d'emprisonnement.